# Otroci socializma (album)
Otroci socializma je kompilacija slovenske punk skupine Otroci socializma, ki jo je izdala založba Dallas Records leta 1998, dvanajst let po razpadu skupine. Na tej izdaji ima nekaj pesmi drugačne naslove.

## Seznam pesmi
Vse pesmi so napisali Otroci socializma. Vsa besedila je napisal Brane Bitenc.
1. »Lublana« (v živo) – 1:24
2. »Hiše so sive« (v živo) – 0:29
3. »Pesem št. 2« – 1:57
4. »Rio« – 2:28
5. »Pesem za Mandič Dušana« – 1:39
6. »Pejd ga pogledat, Brane« – 3:54
7. »Ko se zjutraj zbudim« – 2:30
8. »Zamenite mi glavo« – 1:26
9. »700 usnjenih torbic« – 1:56
10. »Vojak« – 3:00
11. »Počasi mi presedaš« – 3:04
12. »Alkohol« – 2:02
13. »Pijani« – 3:52
14. »Raztreščene opeke« – 3:00
15. »Možgani« – 2:23
16. »Moj svet« – 1:54
17. »Mlačna voda« – 2:44
18. »Alkohol« (v živo) – 2:08
19. »Noč je« (v živo) – 2:48
20. »Mlačna voda« (v živo) – 2:40
21. »Recital B.B. in A.Š.« – 12:47

## Zasedba
- Brane Bitenc — vokal
- Andrej Štritof — bas kitara (pesmi št. 1–9, 21)
- Darko Bolha — električna kitara (pesmi št. 1–5, 9)
- Iztok Turk — električna kitara (pesmi št. 1, 2, 5–10)
- Dare Hočevar — bas kitara
- Janez Križaj — električna kitara (pesem št. 11)
- Roman Dečman — akustični in elektronski bobni
- Andrija Pušić — električna kitara, klaviature (pesmi št. 11–20)